# 泡盛の銘柄一覧
泡盛の銘柄一覧（あわもりのめいがらいちらん）は、泡盛の主な銘柄（一般酒及び古酒）と酒造所の一覧である（詳細やその他銘柄・各種PB等はそれぞれの蔵元の項目を参照）。

## 沖縄本島

### 北部
- 照島 - 伊平屋酒造所（伊平屋村）
- 常磐 - 伊是名酒造（伊是名村）
- 萬座 - 恩納酒造所（恩納村）
- 松藤 - 崎山酒造厰（金武町）
- 龍 - 金武酒造（金武町）
- まるだい、美しき古里 - 今帰仁酒造（今帰仁村）
- まるた、山原くいな - やんばる酒造（旧田嘉里酒造所、大宜味村）
- かねやま、珊瑚礁 - 山川酒造（本部町）
- 古酒くら、轟 - ヘリオス酒造（名護市）
- 龍泉 - 龍泉酒造（名護市）
- 国華 - 津嘉山酒造所（名護市）

### 中部
- かりゆし - 新里酒造（沖縄市）
- 暖流 - 神村酒造（うるま市）
- 残波 - 比嘉酒造（読谷村）
- 古酒の郷 - 協同組合琉球泡盛古酒の郷（うるま市）
- はんたばる - 泰石酒造（うるま市）
- 北谷長老 - 北谷長老酒造（旧玉那覇酒造、北谷町）

### 南部・那覇
- うりずん - 石川酒造場（西原町）
- 神泉 - 上原酒造（糸満市）
- まさひろ - まさひろ酒造（糸満市）
- 春雨 - 宮里酒造（那覇市）
- 久米仙 - 久米仙酒造（那覇市）
- 太平 - 津波古酒造（那覇市）
- 瑞泉（ずいせん） - 瑞泉酒造（那覇市）
- 時雨 - 識名酒造（那覇市）
- 咲元（さきもと） - 咲元酒造（那覇市）
- 瑞穂（みずほ） - 瑞穂酒造（那覇市）
- 海乃邦 - 沖縄県酒造協同組合（那覇市）
- 南光 - 神谷酒造所（八重瀬町）
- 忠孝 - 忠孝酒造（豊見城市）
- 夢航海- 忠孝酒造（豊見城市）

## 久米島
- 久米島の久米仙 - 久米島の久米仙（久米島町）
- 久米島 - 米島酒造所（久米島町）

## 宮古列島
- 豊年 - 渡久山酒造（宮古島市伊良部）
- 宮の華 - 宮の華（宮古島市伊良部）
- 多良川 - 多良川（宮古島市城辺）
- 沖之光 - 沖之光酒造（宮古島市平良）
- ニコニコ太郎 - 池間酒造（宮古島市平良）
- 菊之露 - 菊之露酒造（宮古島市平良）
- 千代泉 - 千代泉酒造（宮古島市狩俣） - 2018年3月廃業[3]

## 八重山列島
- 宮の鶴 - 仲間酒造所（石垣市宮良）
- 請福 - 請福酒造（石垣市新川）
- 八重泉 - 八重泉酒造（石垣市石垣）
- 玉の露 - 玉那覇酒造所（石垣市石垣）
- 於茂登 - 高嶺酒造所（石垣市川平）
- 白百合 - 池原酒造所（石垣市大川）
- 泡波 - 波照間酒造所（竹富町波照間）
- どなん - 国泉泡盛（与那国町与那国）
- 与那国 - 崎元酒造所（与那国町与那国）
- 舞富名 - 入波平酒造（与那国町与那国）